# Collocalia
Collocalia é um género de andorinhão da família Apodidae.
Este género contém as seguintes espécies:
- Collocalia esculenta (Linnaeus, 1758)
- Collocalia linchi Horsfield e Moore, 1854
- Collocalia dodgei Richmond, 1905
- Collocalia troglodytes G. R. Gray, 1845